# Do przerwy 0:1 (powieść)
Do przerwy 0:1 – powieść młodzieżowa Adama Bahdaja, rozgrywająca się w realiach powojennej Warszawy. Wydana po raz pierwszy przez Wydawnictwo „Nasza Księgarnia” w 1957 roku (z ilustracjami Stanisława Rozwadowskiego).

## Opis
Książka opowiada o przygodach grupy chłopców z warszawskiej Woli, pragnących wygrać turniej drużyn podwórkowych w piłkę nożną. Zadanie okazuje się trudniejsze, niż bohaterowie oczekiwali, a chłopcy muszą przezwyciężać poważne przeszkody, czasem stwarzane przez nieuczciwych dorosłych. Tłem akcji jest powojenna Warszawa. Perełka, Mandżaro i Paragon zdobywają szlify piłkarskie pod okiem gwiazdy Polonii Warszawa, Wacława Stefanka.
Na podstawie książki nakręcono w 1969 r. serial telewizyjny pod tym samym tytułem oraz film fabularny Paragon gola.